# Kurgebäude Dr. Kadner’s Sanatorium
Das Kurgebäude Schweizerstraße 3 liegt im Stadtteil Niederlößnitz der sächsischen Stadt Radebeul. Das heutige Wohnhaus war ein Erweiterungsbau zu Dr. Kadner’s Sanatorium beziehungsweise später des Herder-Instituts Abteilung Radebeul.

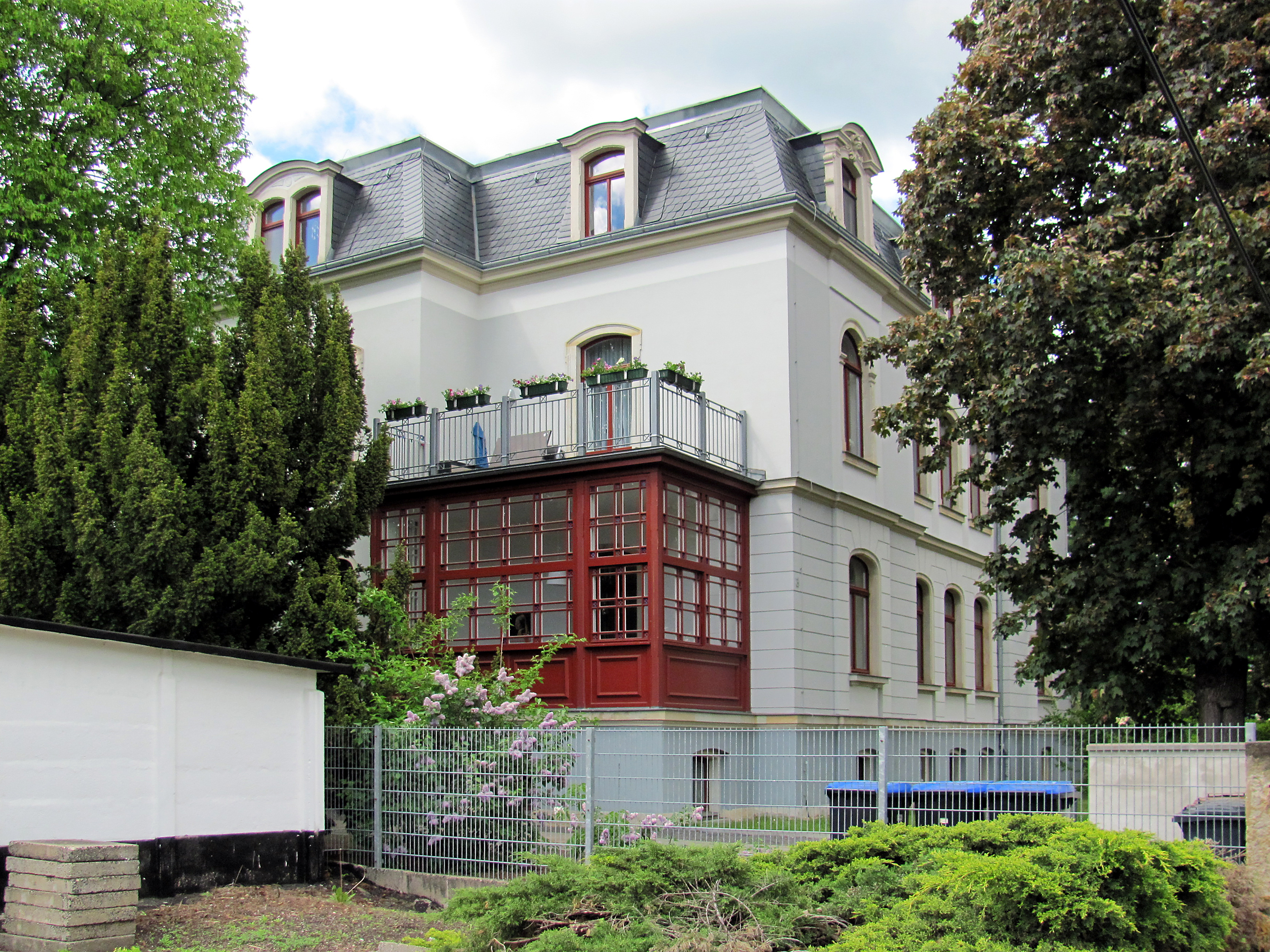
Schweizerstraße 3

## Beschreibung

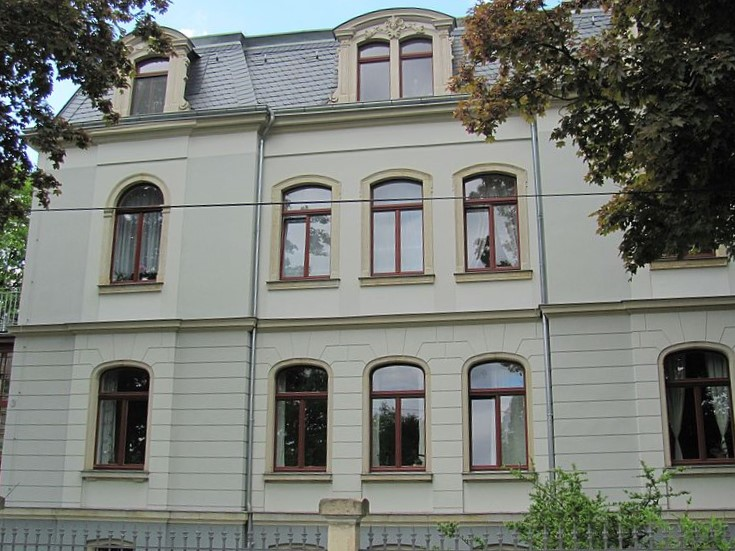
Schweizerstraße 3

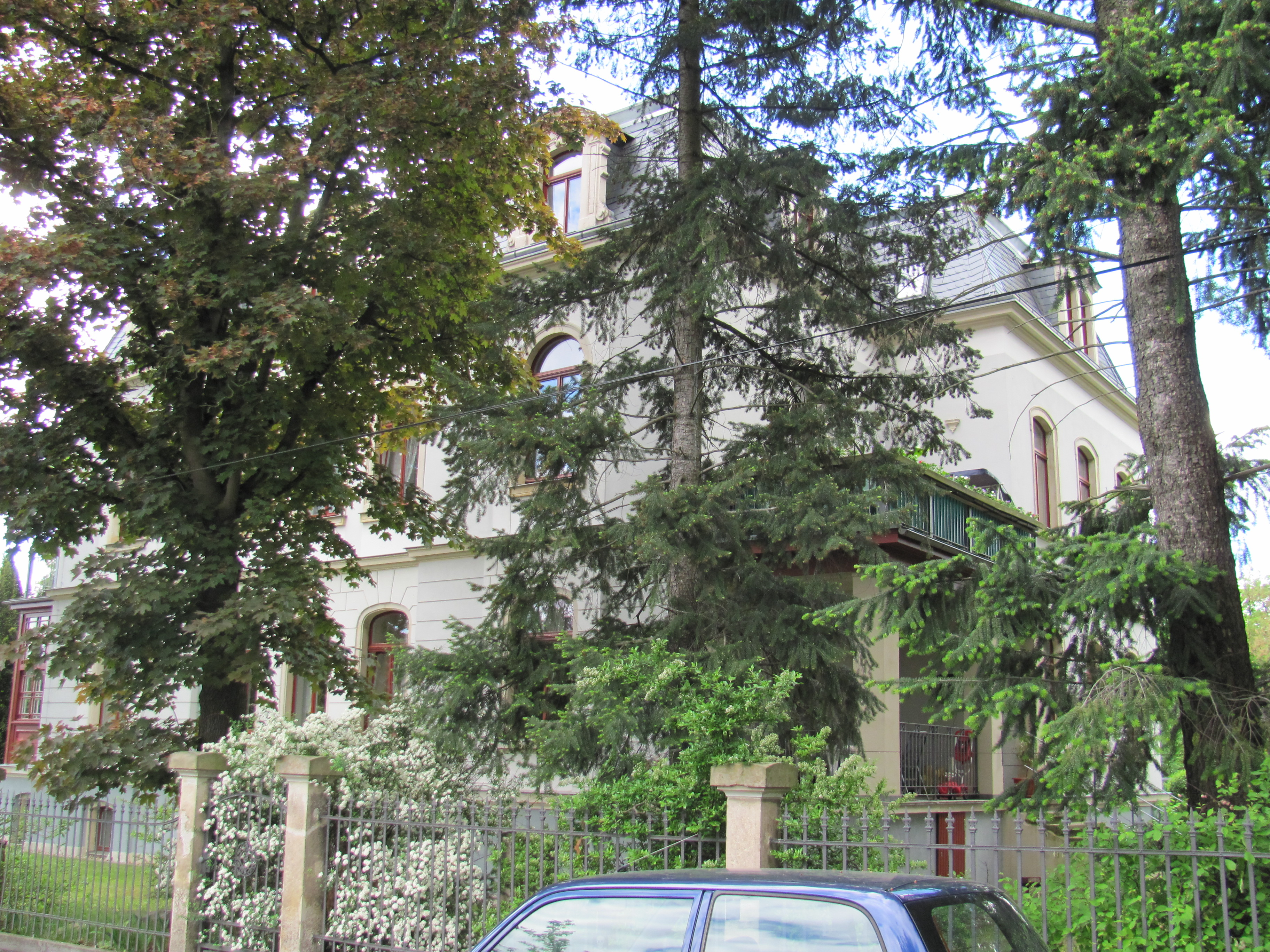
Schweizerstraße 3

Die zweigeschossige, mitsamt der Einfriedung denkmalgeschützte Mietvilla ist ein „stattliches, palaisartiges Gebäude“ im „Stil französischer Renaissance“. Es steht auf einem Souterraingeschoss, und über den zwei Stockwerken erhebt sich ein schiefergedecktes, ausgebautes Plattformdachgeschoss, das durch segmentbogige Lukarne belichtet wird.
Die fünfachsige Straßenansicht ist symmetrisch, auf beiden Seiten stehen kaum vortretende, einachsige Seitenrisalite. In der linken Seitenansicht steht links ein zweiachsiger Seitenrisalit, vor der Rücklage rechts steht eine eingeschossige verglaste Holzveranda mit einem Austritt obenauf. In der rechten Seitenansicht steht ein risalitartiger Eingangsvorbau.
Der heute vereinfachte Putzbau wird durch Geschossgesimse gegliedert, hinzu kommen einige zum Teil wiederhergestellte Putznutungen beziehungsweise Pilaster. Die Fenster sind teils rundbogig, teils segmentbogig.
Die Einfriedung besteht aus Lanzettzaunfeldern zwischen Sandsteinpfeilern mit Deckplatten.

## Geschichte
Im Jahr 1890 beantragte der Eigentümer von Dr. Kadner’s Sanatorium, Georg Johannes Kadner, den Bau eines siebenachsigen Erweiterungsbaus in der nach Norden von der Borstraße abgehenden Schweizerstraße, drei Grundstücke von seiner Anstalt entfernt. Da dem Gesuch nicht stattgegeben wurde, beantragte er im Februar 1892 erneut einen, diesmal etwas kleineren, Ergänzungsbau. Der Entwurf und auch die spätere Ausführung stammten von dem Baumeister und Architekten Adolf Neumann. Im März jenes Jahres erging die Baugenehmigung, im November 1892 wurde der Bau fertiggestellt.
Als Teil der Curanstalt wurde die Schweizerstraße 1899 an Gustav Rudolf Johann Oeder veräußert, der sie zusammen mit der Hauptanlage als Dr. Oeder's Diätkuranstalt weiterbetrieb. Auch in der zweiten Hälfte des 20. Jahrhunderts wurde das Gebäude als Teil des Ensembles von der Zentralen Schule für ausländische Bürger zur sprachlichen Vorbereitung auf die produktionstechnische Ausbildung zur Sprachausbildung ausländischer Jugendlicher genutzt. Diese firmierte dann zum Herder-Institut Abteilung Radebeul um.
Heute ist die Schweizerstraße 3 ein Wohngebäude. Beim Bauherrenpreis der Stadt Radebeul 2006 wurde die Bauherrschaft, die Besitzgesellschaft der Stadt Radebeul, mit einer Anerkennung mit Preisgeld ausgezeichnet.